# Mammillaria wagneriana
Mammillaria wagneriana ist eine Pflanzenart aus der Gattung Mammillaria in der Familie der Kakteengewächse (Cactaceae).

## Beschreibung
Mammillaria wagneriana wächst einzeln mit einem abgeflacht kugeligen bis niedergedrückt kugeligen Körper. Die Triebe sind dunkelgrün und bis zu 15 Zentimeter hoch und messen bis zu 20 Zentimeter im Durchmesser. Die kurzen, pyramidal geformten Warzen sind vierkantig. Sie führen reichlich Milchsaft. Die Axillen sind mit dichter weißer Wolle besetzt. Sie haben keine Borsten. Die 2 bis 4 Mitteldornen sind sehr variabel. Entweder sind sie gerade und 2 Zentimeter lang oder sie sind verdreht und 5 Zentimeter lang, jedoch immer rötlich hornfarben. Die 9 bis 10 Randdornen sind weißlich gelb mit brauner Spitze und dabei etwas ungleich. Sie sind 0,7 bis 2,1 Zentimeter lang.
Die schmutzig weißen Blüten haben einen hellrosa Mittelstreifen und hellrosa Spitzen. Sie messen 1,5 Zentimeter im Durchmesser. Die Früchte sind rot. Sie enthalten braune Samen.

## Verbreitung, Systematik und Gefährdung
Mammillaria wagneriana ist in den mexikanischen Bundesstaaten Aguascalientes, Durango, Jalisco und Zacatecas verbreitet.
Die Erstbeschreibung erfolgte 1932 durch Friedrich Bödeker. Ein nomenklatorisches Synonym ist Neomammillaria wagneriana (Boed.) Y.Itô (1981).
In der Roten Liste gefährdeter Arten der IUCN wird die Art als „Data Deficient (DD)“, d. h. mit keinen ausreichenden Daten geführt.

## Nachweise